# Bodegas Franco-Españolas
Las Bodegas Franco-Españolas son una empresa española, con sede en Logroño, fundada en 1890.

## Historia
Las bodegas fueron fundadas en 1890, por el empresario francés Frederick Anglade Saurat. Su fundación se produjo en un momento de gran expansión de la industria vinícola en la zona logroñesa. En sus primeros años fue una empresa de capital mixto franco-español, hasta que en 1920 los accionistas franceses vendieron su parte. En la década de 1970 se integró en el grupo empresarial Rumasa, si bien hacia 1983-1984 fue vendida a la familia Eguizábal.